# Hydrellia crassipes
Hydrellia crassipes är en tvåvingeart som beskrevs av Cresson 1931. Hydrellia crassipes ingår i släktet Hydrellia och familjen vattenflugor. Inga underarter finns listade i Catalogue of Life.